# Antonio Lante Montefeltro della Rovere
Antonio Lante Montefeltro della Rovere (auch Antonio Lante; * 17. Dezember 1737 in Rom; † 23. Oktober 1817 ebenda) war ein italienischer Kardinal der Römischen Kirche.

## Leben
Er entstammte einer der vornehmsten Familien des stadtrömischen Adels und war der Sohn von Filippo Lante, 4. Herzog von Bomarzo, und dessen erster Frau Maria Virginia Altieri. Sein Halbbruder Alessandro Lante wurde mit ihm zugleich Kardinal. Weitere Kardinäle aus derselben Familie waren Federico Marcello Lante della Rovere, ein Großonkel, und Marcello Lante.
Antonio Lante Montefeltro della Rovere besuchte das Jesuitenkolleg in Turin und später das Collegio Clementino in Rom. Er trat als Regens der Apostolischen Kammer in den Dienst der Kurie. Papst Clemens XIII. ernannte ihn am 24. März 1763 zum Referendar. Clemens XIV. erlaubte es Lantes Großonkel, dem Kardinal, noch zu Lebzeiten die Abteien von Farfa und San Salvatore Maggiore an seinen Großneffen Antonio weiterzugeben. Antonio Lante Montefeltro della Rovere war vom 14. Dezember 1764 bis 1771 Gouverneur von Benevent, de facto endete dies jedoch bereits am 11. Juni 1768, als Truppen des Königreichs Neapel Stadt und Bezirk Benevent besetzten. Von 1771 bis 1777 war er Inquisitor in Malta. Nachdem er von dort zurückgekehrt war, ernannte Papst Pius VI. ihn am 19. Juli 1777 zum Gouverneur der Marken, diese Position bekleidete er bis 1785. Ab dem 14. Februar 1785 war er Kleriker der Apostolischen Kammer und Präsident der Zecca, der Münzprägeanstalt des Kirchenstaates, dieses Amt hatte er mehr als dreißig Jahre lang bis zu seiner Kardinalserhebung inne. Im Jahr 1801 wurde er Dekan der Apostolischen Kammer, von 1807 bis zur Einnahme Roms durch französische Truppen war er Pro-Präfekt der Vatikanischen Archive. Nach der Wiedererrichtung des Kirchenstaates erlangte Antonio Lante Montefeltro della Rovere seine vorige Stellung am 23. September 1814 zurück.
Papst Pius VII. erhob ihn im Konsistorium vom 8. März 1816 zum Kardinal in pectore; dies wurde im Konsistorium vom 28. Juli 1817 öffentlich bekannt gemacht. Den Kardinalshut empfing Antonio Lante Montefeltro della Rovere am 31. Juli desselben Jahres. Am 1. Oktober 1817 wurde ihm Santi Quirico e Giulitta als Titelkirche verliehen.
Beigesetzt wurde Antonio Lante Montefeltro della Rovere in der römischen Kirche San Nicola da Tolentino agli Orti Sallustiani in der Familienkapelle.